# Frank J. Zamboni & Co.

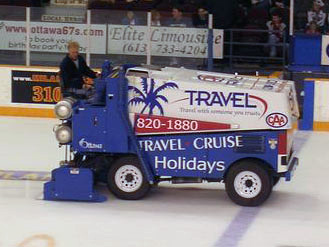
Zamboni (Typ 552 Ice Resurfacer)

Frank J. Zamboni & Co. Inc. ist ein von Frank J. Zamboni im Jahre 1949 gegründetes Unternehmen mit Sitz in Paramount, USA. Zamboni erfand, baute und verkaufte die ersten modernen Eisbearbeitungsmaschinen für Eishallen. Durch diese Maschinen konnte das Eis künstlich hergestellt und geglättet werden. Bis dahin war man in den Eishallen vom Wetter abhängig oder aber das Eis musste durch viele Arbeitskräfte bearbeitet werden.
Heute ist Zamboni ein Synonym für Eisbearbeitung und die dazugehörigen Maschinen.

## Trivia
Im Computerspiel Pflanzen gegen Zombies (Plants vs. Zombies) gibt es eine Spielfigur, den Zomboni, einen Zombie, der eine Eismaschine mit einem großen Z auf der Motorhaube fährt. Im Pflanzen- und Zombielexikon im Spiel wird auf die Genehmigung durch die Firma Zamboni und auf deren Website hingewiesen.